# Cheated Hearts

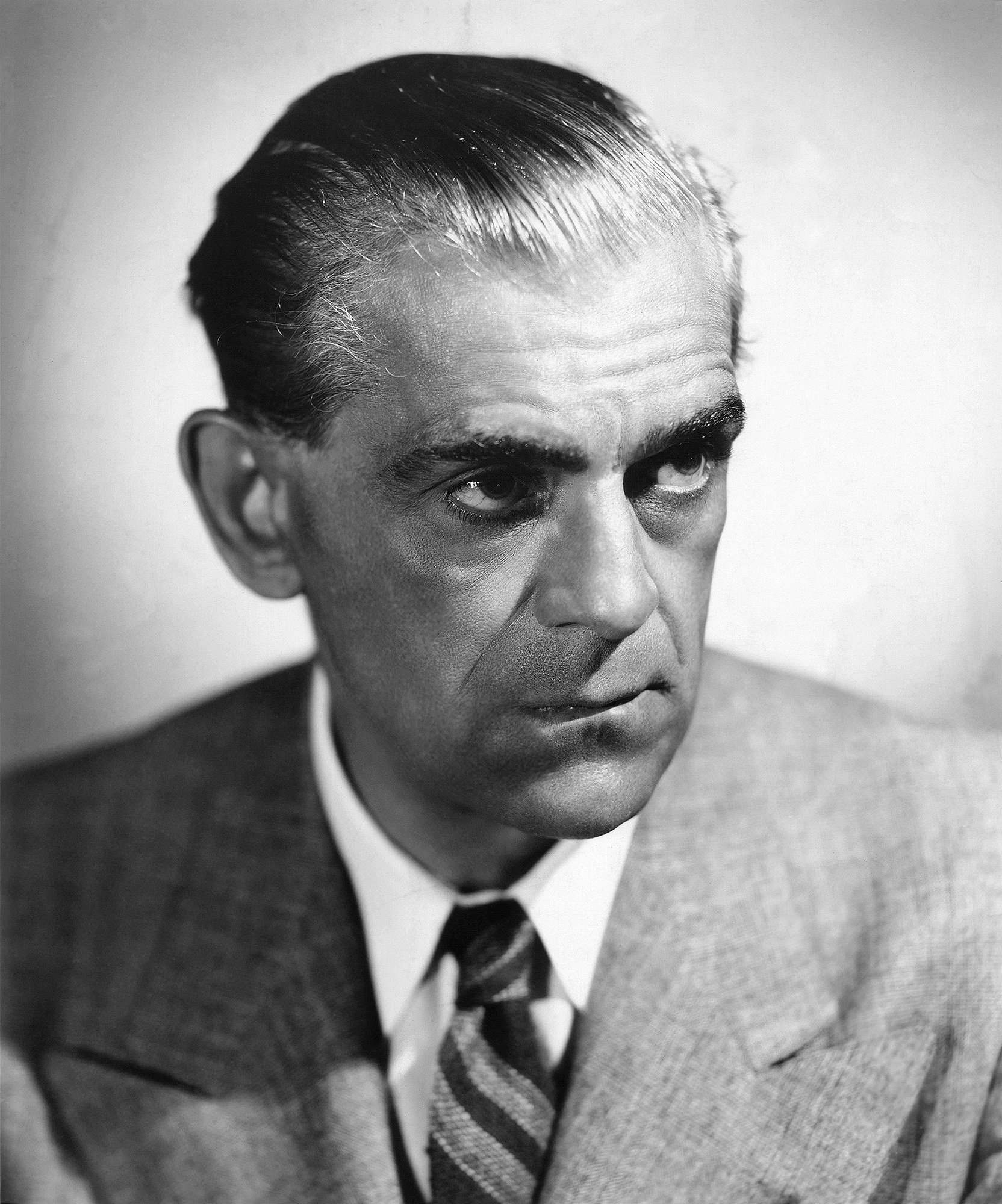
O filme estrelou Boris Karloff

Cheated Hearts (Corações Enganados) é um filme mudo de drama e aventura norte-americano de 1921, dirigido por Hobart Henley e estrelado por Boris Karloff.

## Elenco
- Herbert Rawlinson - Barry Gordon
- Warner Baxter - Tom Gordon
- Marjorie Daw - Muriel Bekkman
- Doris Pawn - Kitty Van Ness
- Winter Hall - Nathanial Beekman
- Josef Swickard - Coronel Fairfax Gordon
- Murdock MacQuarrie - Ibrahim
- Boris Karloff - Nei Hamid
- Anna Lehr - Naomi
- Albert MacQuarrie - Hassam (creditado como Al MacQuarrie)
- Hector Sarno - Achmet